# Automobilfabrik Celeritas

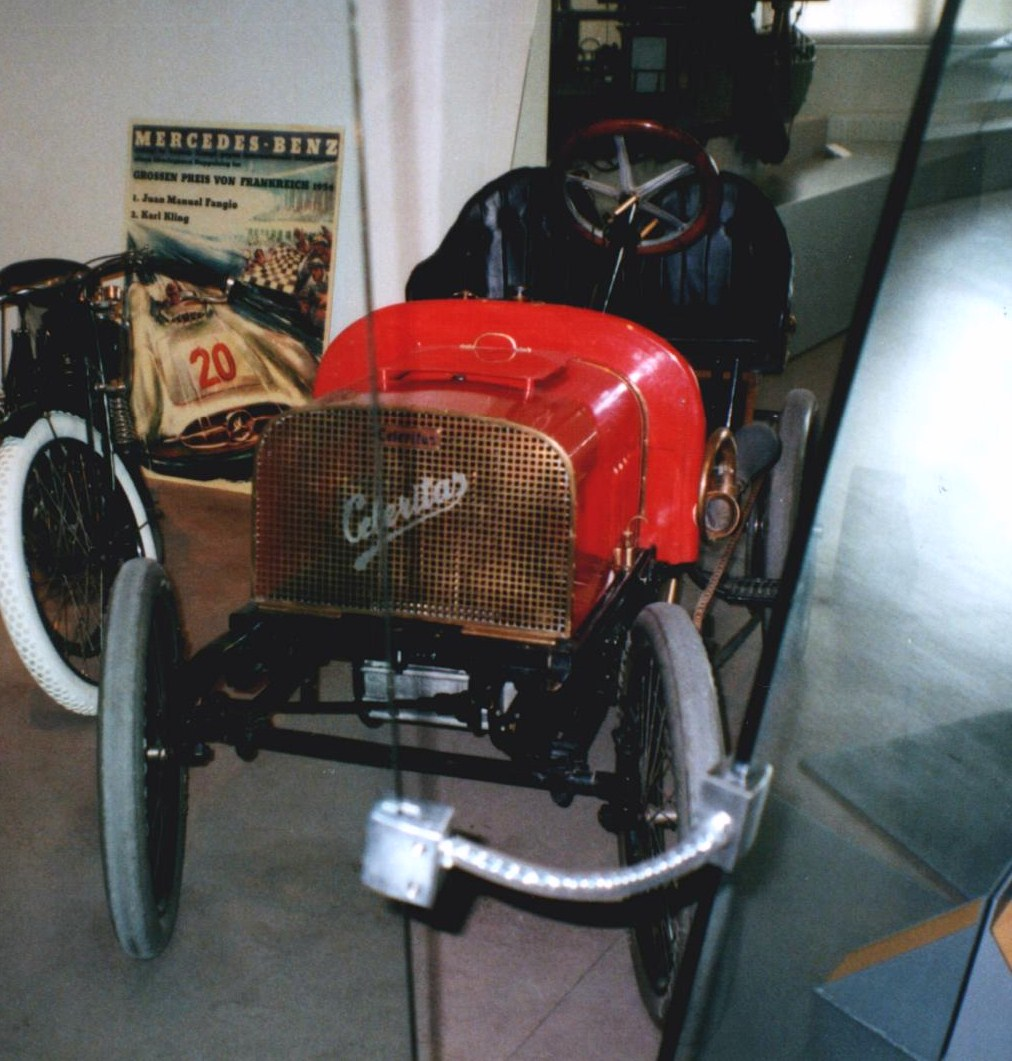
Celeritas von 1901

Die Automobilfabrik Celeritas war ein Hersteller von Automobilen aus Österreich-Ungarn.

## Unternehmensgeschichte
Wilhelm Stift sen. (1845–1917), der 1900 das Unternehmen August Braun, Erste Österreichische Motorfahrzeugfabrik verließ, gründete Ende 1900 in Wien das Unternehmen zur Produktion von Automobilen. 1903 endete die Produktion. Wilhelm Stift gründete daraufhin zusammen mit den Brüdern Gräf Gräf & Stift.

## Fahrzeuge
Es wurden Kleinwagen hergestellt. Es kamen Zweizylindermotoren von Buchet zum Einsatz.
Ein Fahrzeug dieser Marke war im Jahre 2000 im Technischen Museum in Wien zu besichtigen.